# Čulimci
Čulimci, Čulimi (ruski:Чулымцы; vlastiti naziv: Чулымские люди, ili Čulimjanski narod) su turkijski narod u Tomskoj oblasti odnosno Krasnojarskom kraju u Ruskoj Federaciji.
Prije su živjeli uz srednji i dolnji tok rijeke Čulim,  pritoke rijeke Oba. Rusi su ih običavali zvati Čulimjanima Tatarima. Čulimci su se pojavili u razdoblju od 17. do 18. stoljeća, kao rezultat miješanja nekih turkijskih skupina, koje su selile na istok poslije pada Sibirskog Kanata, a djelomice i Teleuti i Jenisejski Kirgizi, uz male skupine Selkupa i naroda Keta. Čulimci nisu nomadsko pleme. Prihvatili su ratarstvo i uzgoj stoke od ruskih seljaka u tom području. Većina čulimskih potomaka se izmiješala s Hakasima i Rusima. 
Prema popisu iz 2002., bilo je 656 Čulimaca u Rusiji. Govore čulimsko-turkijski jezik i po vjeri su rusko-pravoslavni.